# Michael Oher
Michael Jerome Oher (* 28. Mai 1986 in Memphis, Tennessee, als Michael Jerome Williams) ist ein ehemaliger US-amerikanischer American-Football-Spieler auf der Position des Offensive Tackles. Er spielte zuletzt für die Carolina Panthers in der National Football League (NFL).

## Karriere

### College
Oher spielte College Football an der University of Mississippi für die Ole Miss Rebels. Sein Leben auf dem College ist auch eines der Themen des Buches The Blind Side: Evolution of a Game von Michael Lewis aus dem Jahr 2006. 2009 erschien dann der auf dem Buch basierende Film Blind Side – Die große Chance, in dem er von Quinton Aaron verkörpert wird und Sandra Bullock Ohers Vormund spielt.

### NFL

#### Baltimore Ravens
Während des NFL Drafts 2009 wurde Oher in der ersten Runde von den Baltimore Ravens ausgewählt. In der Saison 2012 gewann er mit den Ravens den Super Bowl XLVII gegen die San Francisco 49ers mit 34:31.

#### Tennessee Titans
Im März 2014 unterzeichnete er einen Vierjahresvertrag bei den Tennessee Titans über 20 Millionen US-Dollar, davon 9,5 Millionen garantiert.

#### Carolina Panthers
Am 6. März 2015 wechselte Oher zu den Carolina Panthers, wo er einen Vertrag über zwei Jahre unterschrieb. In seiner ersten Saison mit den Panthers erreichte er den Super Bowl 50. Obwohl die Panthers, als Team mit der besten Regular-Season-Bilanz, der Favorit in diesem Spiel waren, unterlagen sie den Denver Broncos mit 10:24.
Am 20. Juli 2017 wurde Oher aufgrund seiner körperlichen Verfassung von den Carolina Panthers entlassen.

## Verfilmung der Lebensgeschichte
Das Leben des Michael Oher wurde in dem Film Blind Side – Die große Chance verfilmt, welcher auf der von Michael Lewis verfassten Biographie The Blind Side: Evolution of a Game basiert. Sandra Bullock mimt in dem Film die Innenarchitektin Leigh Anne, die Oher zunächst in ihrem Haus aufnahm und ihn schließlich adoptierte. Die Stabilisierung der Lebensverhältnisse des Offensive Tackles wurde notwendig, weil dieser wegen eines prekären Elternhauses seine Kindheit und frühe Jugend zumeist auf der Straße und in Kinderheimen verbringen musste.
Im Jahr 2023 wurde publik, dass Teile der Verfilmung nicht Ohers tatsächlichem Lebenslauf entsprachen.